# 科学怪人 (1992年电影)
《科学怪人》（英語：Frankenstein）是1992年制作的一部电视电影，内容基于玛丽·雪莱创作的小说《科学怪人》。本片由大卫·威克斯导演，透纳娱乐公司制作。主要演员有帕特里克·博金、兰迪·奎德、约翰·米尔斯、朗贝尔·维尔森等。

## 情节
故事开始于北极，一个船长发现了弗兰肯斯坦博士，弗兰肯斯坦博士表示有一个怪人要追杀他。之后弗兰肯斯坦博士开始讲述1818年在实验室制作怪人的一系列故事，其中借鉴了小说《科学怪人》的内容。最终博士与怪人同归于尽。